# Сражение при Ла-Хог
Сраже́ние при Ла-Хо́г (англ. Battle of La Hogue) — спланированное уничтожение французских кораблей под командованием Турвиля английскими эскадрами Рассела и Делаваля, последовавшее за сражением при Барфлер.

## Предыстория
При Барфлёре Турвиль достойно встретил вдвое превосходящего противника. В конце дня флоты разошлись, не потеряв ни одного корабля. Турвиль мог бы быть доволен исходом: по старым меркам, это была классическая большая битва, из которой оба флота вышли с честью. Но с точки зрения англичан, пока существовала угроза их стране с моря, дело не было закончено. Поэтому Рассел продолжал преследование. На этот раз старинный кодекс рыцарства уступил военной необходимости. Одновременно бывшая при Барфлёре голландская эскадра крейсировала в Ла-Манше с намерением отрезать французам отход в Брест.
В течение ночи 19 мая 1692 года французы пытались уйти, а англичане догнать их. Обе стороны не достигли своих целей из-за отсутствия штилевой погоды и сильных приливно-отливных течений. Оба флота были вынуждены становиться на якорь, чтобы не быть снесёнными назад.
20 мая три самых повреждённых корабля французов: Admirable, Triomphant и покинутый Турвилем Soleil Royal, при двух фрегатах укрылись в Шербуре. Гавань не имела достаточных оборонительных укреплений и была слишком мала для трёх линейных кораблей. Им пришлось выброситься на мель восточнее города. Остальные 12 кораблей с самим Турвилем и ещё четырьмя адмиралами отдрейфовали с течением и к вечеру 21 мая встали на якорь у небольшого селения Сент-Васт-ла-Хог (фр. Saint-Vaast-la-Hougue).

## Ла-Хог
Против этого места французы собрали армию под командованием Якова II и сосредоточили транспорты для вторжения в Англию. Турвиль присоединился к двум кораблям, вышедшим из боя с Несмондом, Bourbon и Saint-Louis, и выбросившимся на берег под Ла-Хог накануне. Согласно приказу, он теперь поступал в распоряжение Якова II и его маршала Бельфонда (фр. Bellefonde). После военного совета решено было высадить флот на берег.
Корабли сидели на мели двумя группами по обе стороны от селения. На севере, между Ла-Хог и осыхающим островком Татиу (фр. Tatihou), были Ambitieux (96, флагман Виллет-Мюрсе и Турвиля), Merveillieux (90, д’Амфревиль), Foudroyant (84, Релинг), а также Magnifique (86, Котлогон). Затем корабли поменьше: St Philippe (84) и, на островке, Terrible (80). Эти корабли прикрывали береговые батареи форта д’Иле на Татиу, (в общей сложности 44 пушки) и на платформах, воздвигнутых армией на северном берегу.
На юге, на виду у Якова и его армии, оказались Bourbon (68), и St Louis (64), из дивизиона Несмонда, а также Fier (80), Tonnant (80), Gaillard (68), и Fort (60), пришедшие с Турвилем. Их прикрывали 68 пушек форта Сент-Васт и артиллерия на платформах вдоль берега. Кроме того, в маленькой гавани под названием порт Ла-Хог, находившейся за городком Сент-Васт и под дулами пушек форта, стоял флот собранных для вторжения транспортов. Флот защищали 200 шлюпок, и три двенадцатипушечные галеры, хотя от предложения Якова разместить на кораблях войска для защиты от абордажа отказались.

### Подготовка
Английские корабли Рассела начали прибывать с вечера 21 мая, остальные подошли ночью и в течение последующих двух дней. Рассел немедленно организовал прибрежную эскадру под командой Шоуэлла для нападения на французов, но позже Шоуэлл слёг от ран, полученных при Барфлёр и его заменил Рук. Понадобились промеры глубин вокруг Сент-Васт и Ла-Хог, на что ушёл весь день 22-го, так что атака отложилась до следующего дня. Рассел также использовал день 22 мая для создания линии ближней блокады из кораблей третьего и четвёртого ранга, а на больших кораблях первого и второго ранга из экипажей формировали абордажные партии. Данби рвался в бой и звал за собой сперва Шоуэлла, а затем Рука. Во время атаки он получил под командование ближайшие к берегу шлюпки.

### Первое нападение

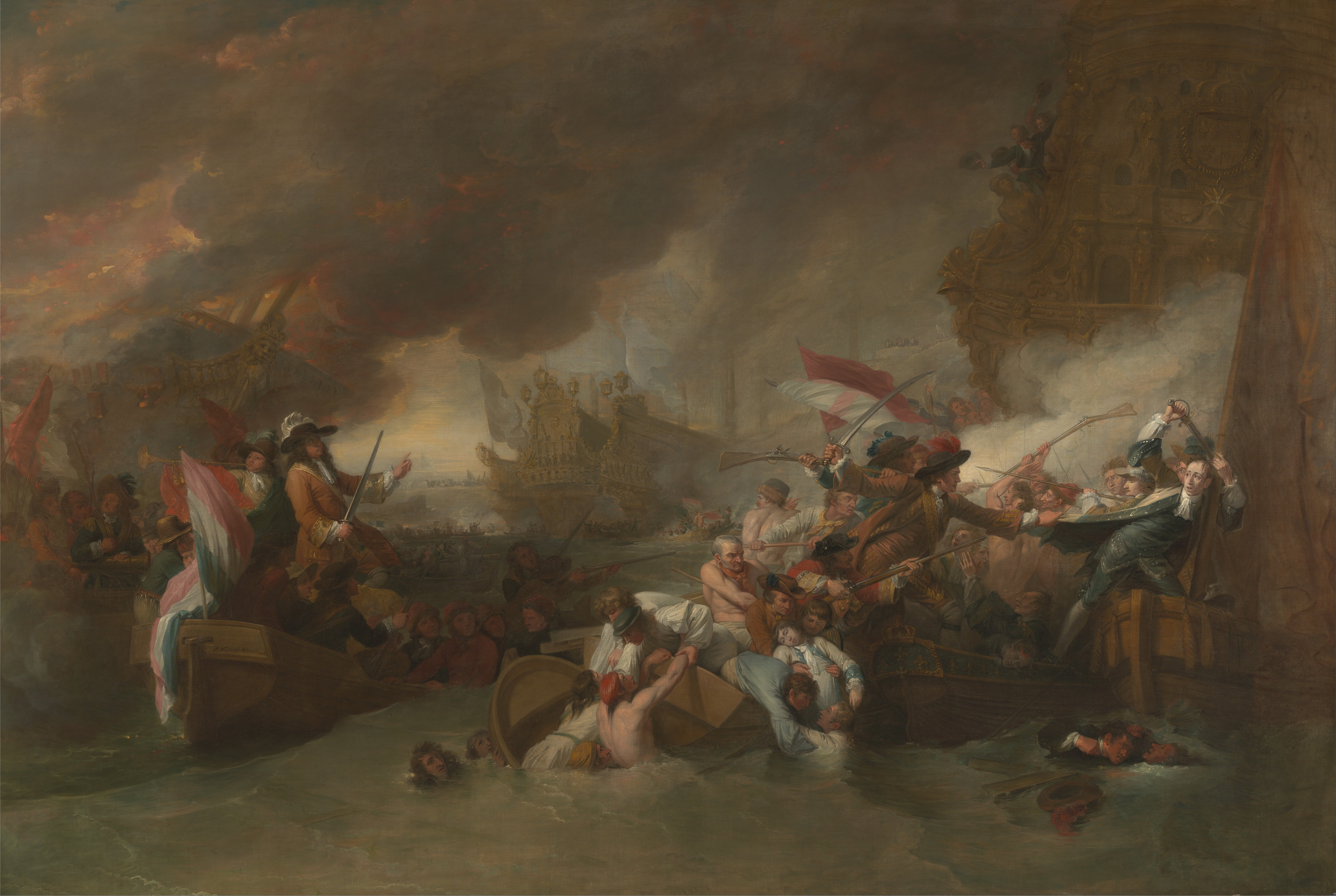
Бой малых гребных судов при Ла-Хог. Худ. Бенджамин Уэст, 1778 г.

В 6 утра 23 мая кораблям прибрежной эскадры было приказано атаковать противника на северном берегу. После артиллерийской подготовки были высланы шлюпки. Около 8:30 утра один из брандеров сцепился с Terrible, положение которого было самым уязвимым. Увидев, что Terrible покинут, капитан брандера не стал зажигать свой корабль, а поднялся на Terrible и поджёг его, пользуясь подручными материалами. За сохранение брандера до лучшего случая он получил высокую благодарность.
Между тем шлюпки подошли к другим кораблям. С ними был другой брандер, на который обратился огонь французских батарей; корабли поддержки вступили в перестрелку, сметя французские пушки со слишком открытых платформ. Одна шлюпка с HMS Eagle села на мель и подверглась нападению французской кавалерии. В этой необычной стычке матрос стянул всадника с седла отпорным крюком. Затем шлюпку удалось столкнуть на воду. По ходу атаки сопротивление французов ослабло, и английские моряки смогли поджечь оставшиеся большие корабли.

### Второе нападение
Вторая атака началось в 5 утра 24 мая. Рук снова послал шлюпки, атаковать шесть больших кораблей на южном берегу. При поддержке пушек HMS Deptford и HMS Crown, и непосредственной поддержке HMS Charles и HMS Greyhound (оба на вёслах), английские моряки смогли взять на абордаж и поджечь все шесть кораблей. К этому моменту французские моряки, а также войска на берегу были деморализованы и под решительным натиском отдали корабли почти без сопротивления. Этот эпизод был отмечен Яковом II, который наблюдал за боем из своего лагеря в Марсалин (фр. Marsaline). С обычной для него бестактностью он заметил: «Только мои просмоленные моряки способны на такое».
Примечательно, что из всех гребных судов, назначенных для обороны французами, только малая часть появились на месте боя вовремя.

### Третий бой
Рук увидел возможность для развития успеха. При высокой воде он напал на транспорты в порту Ла-Хог. Шлюпки, возглавляемые Руком, с двумя брандерами на буксире с приливом вошли в гавань, несмотря на огонь с форта и кораблей. Оба брандера сели на мель ниже крепости и сгорели без результата, но несколько кораблей в гавани удалось взять на абордаж и поджечь. В основном это были транспорты, а также несколько кораблей четвёртого или пятого ранга и блокшив. Несколько других транспортов были захвачены и уведены с отливом, но большинство стояли слишком глубоко в гавани для абордажа и избежали серьёзного урона.

## Шербур

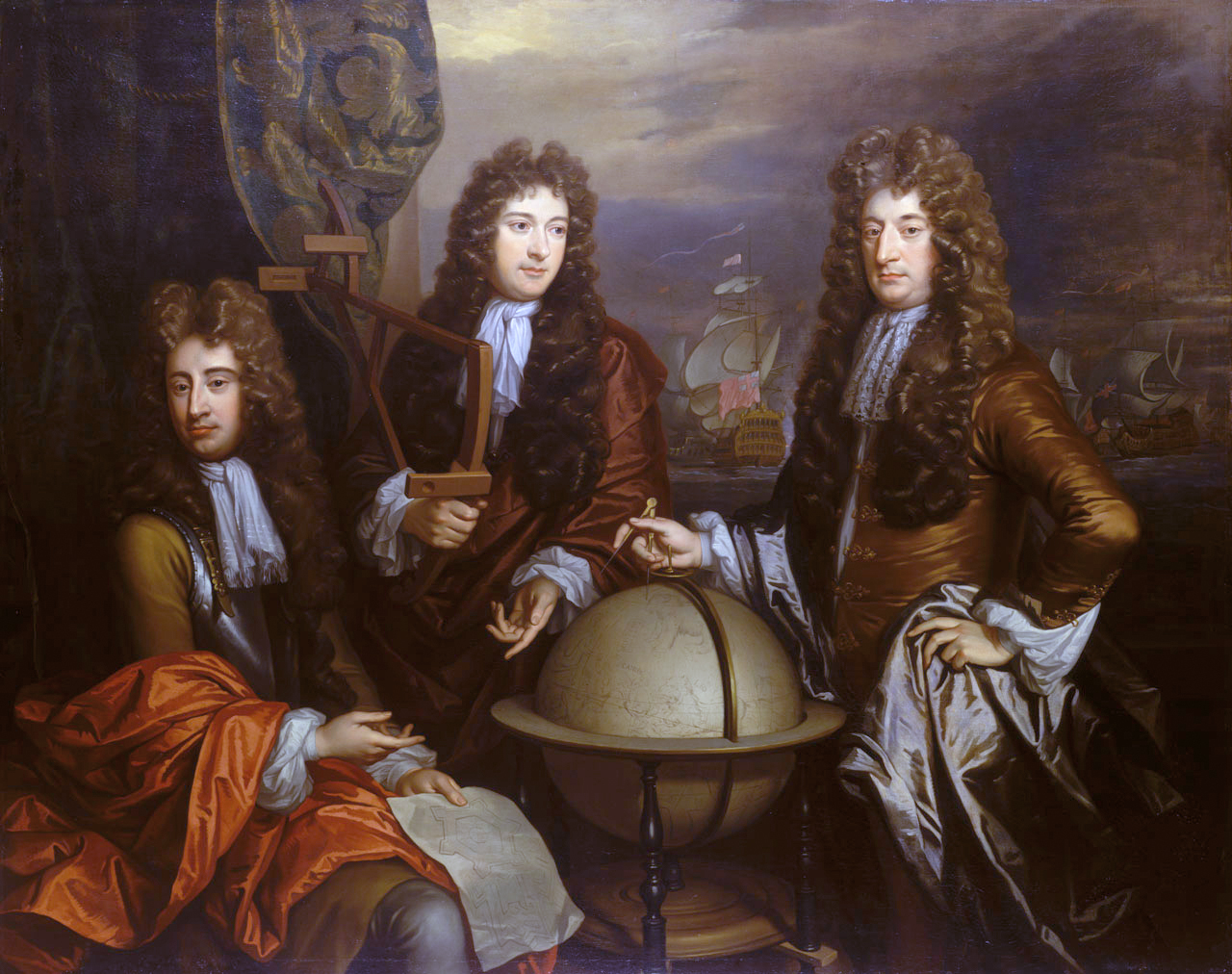
Три адмирала. Справа — Делаваль

Делаваль занял позицию у Шербура, где укрылись три линейных корабля и два фрегата французов. К нему присоединилось так много англичан, что его эскадра стала неповоротлива. Оставив при себе 11 кораблей, в основном небольших третьего и четвёртого ранга, он отправил остальные 16 обратно к Расселу для преследования Турвиля и главных сил французского флота.
Перейдя со своего флагмана, Royal Sovereign (100), на более удобный на мелководье HMS St Albans (50), утром 21 мая Делаваль предпринял первую атаку. Французы приложили серьёзные усилия для защиты кораблей, лежавших на мели мачтами в сторону моря, — чтобы создать препятствие для нападающих. Орудийная прислуга была наготове. Корабли были прикрыты береговыми батареями: Soleil Royal батареей Фосс-дю Гале, другие два, дальше к востоку — шестью пушками двух береговых башен. Из 150 шлюпок и баркасов, обещанных для защиты с моря, в наличии были только 12.
Послав часть кораблей вперёд для промера глубин, Делаваль с St Albans и HMS Ruby (50) утром 21 мая начал обстрел кораблей и крепости, но ответный огонь французов был настолько силён, что после полутора часов он был вынужден отступить.
Утром 22 мая Делаваль предпринял ещё попытку, послав St Albans и HMS Advice (50) для обстрела Admirable, в то время как он сам (уже на 70-пушечном HMS Grafton) атаковал два других, при поддержке HMS Monk (60) и нескольких третьего и четвёртого ранга. Однако Monk с сопровождением не могли сблизиться с целью из-за малых глубин в отлив и были вынуждены отступить.
В час пополудни того же дня, при высокой воде, Делаваль сделал третью попытку, на этот раз используя брандеры и абордажные партии на шлюпках. Брандер Blaze капитана Томаса Хита (англ. Thomas Heath) атаковал Soleil Royal. Подойдя на расстояние пистолетного выстрела, он поджёг и покинул брандер. Одновременно Le Triomphant был сожжён брандером Wolf. Капитан Джеймс Гринуэй (англ. James Greenway) поджёг его, только встав борт к борту. Однако третий брандер, Hound, был подожжён артиллерийским огнём и сгорел, не дойдя до Admirable. Тогда Делаваль повел на абордаж шлюпки. Капитан Божё (фр. Beaujeu) с экипажем были вынуждены покинуть корабль, но около 40 человек, в основном раненых, попали в плен, а корабль был сожжён заодно с двумя фрегатами и брандером.
Делаваль добился полного успеха, потеряв всего несколько человек. Во второй половине дня 22 мая он отправился на соединение с флотом при Ла-Хог.

## Итог
Сражение закончилось полной победой английского флота; 12 французских линейных кораблей при Ла-Хог и 3 в Шербуре, плюс несколько мелких, были уничтожены с минимальными для англичан потерями. Вместе с ними погибли все надежды на вторжение в этом году. Особенно сильно повлиял на дух французской армии тот факт, что их корабли были уничтожены прямо у неё на глазах. В морском министерстве в Париже возникли пораженческие настроения. Реакцией же французского короля было облегчение, что его адмирал уцелел. Передают, что он высказался так: «Можно найти другие корабли, но нет другого Турвиля».